# Ребрикове (Ровеньківський район)
Ребри́кове — село в Україні, у Ровеньківській міській громаді Ровеньківського району Луганської області. Населення становить 965 осіб. Орган місцевого самоврядування — Ребриківська сільська рада.

## Географія
Село розташоване на річці Велика Кам'янка (притока Сіверського Дінця), на місці впадання в неї річки Мала Кам'янка. Сусідні населені пункти: селище Новоукраїнка, село Картушине (вище за течією Малої Кам'янки) на півдні, смт Ясенівський (вище за течією Малої Кам'янки) та смт Картушине, смт Кам'яне на південному заході, села Зеленодільське (вище за течією Великої Кам'янки) на заході, Оріхівка, Круглик, Червона Поляна на північному заході, Македонівка, Шовкова Протока, Волнухине на півночі, Кам'янка та Паліївка (обидва нижче за течією Великої Кам'янки) на північному сході, Нагірне, Мечетка, Вербівка на південному сході.

## Історія
Станом на 1873 рік у слободі Ребрикове-Троїцька, центрі Ребриківської волості Міуського округу Області Війська Донського, мешкало 384 особи, налічувалось 81 дворове господарство й 1 окремий будинок, 36 плугів, 119 коней, 149 пар волів, 588 овець.
За переписом 1897 року кількість мешканців зросла до 594 осіб (287 чоловічої статі та 307 — жіночої), з яких всі — православної віри.

## Населення
За даними перепису 2001 року населення села становило 965 осіб, з них 79,07% зазначили рідною українську мову, а 20,93% — російську.

## Транспорт
Селом проходить автошлях територіального значення Т 1320 (Георгіївка — Ровеньки — E50).

## Пам'ятки
На південь від села розташована гідрологічна пам'ятка місцевого значення — джерело Святий Антипій, місце паломництва.